# Nigeriaans curlingteam (vrouwen)
Het Nigeriaans curlingteam vertegenwoordigt Nigeria in internationale curlingwedstrijden.

## Geschiedenis
De Nigeriaanse Curlingfederatie werd in 2018 opgericht. Hiermee werd Nigeria het eerste Afrikaanse land met een nationale curlingbond. Nadat het gemengddubbelteam in april 2019 debuteerde op het wereldkampioenschap, werd ook een mannenteam opgericht. Bij gebrek aan tegenstand op het Afrikaanse continent (en dus aan een Afrikaans kampioenschap) werd Nigeria uitgenodigd voor deelname aan het Pacifisch-Aziatisch kampioenschap van dat jaar. Twee jaar later werd ook een vrouwenteam opgericht, dat in november 2021 zou debuteren op het Pacifisch-Aziatisch kampioenschap voor vrouwen. Vanwege visumproblemen kon het land evenwel niet deelnemen.
Het Pacifisch-Aziatisch kampioenschap werd na de editie van 2021 opgedoekt en vervangen door het pan-continentaal kampioenschap. Nigeria nam deel aan de eerste editie, die in 2022 plaatsvond in Calgary, Canada. Nigeria verloor zijn debuutwedstrijd met 20-0 van Chinees Taipei, en ook alle overige wedstrijden gingen verloren. In 2023 ontbrak Nigeria op de deelnemerslijst, maar een jaar later tekende het land weer present. Hier werd de eerste overwinning uit de geschiedenis geboekt, door Kenia met 8-7 te verslaan.

## Nigeria op het pan-continentaal kampioenschap
| \| Jaar \| Plaats \| Skip \| WG \| W \| V \| PV \| PT \| \| ---- \| ------------- \| ------------------- \| ------------- \| ------------- \| ------------- \| ------------- \| ------------- \| \| 2022 \| 13 \| Anteequa Washington \| 6 \| 0 \| 6 \| 10 \| 85 \| \| 2023 \| Geen deelname \| Geen deelname \| Geen deelname \| Geen deelname \| Geen deelname \| Geen deelname \| Geen deelname \| \| 2024 \| 15 \| Jasmin Hashi \| 7 \| 1 \| 6 \| 23 \| 54 \| |               |                     |               |               |               |               |               |
| Jaar | Plaats        | Skip                | WG            | W             | V             | PV            | PT            |
| 2022 | 13            | Anteequa Washington | 6             | 0             | 6             | 10            | 85            |
| 2023 | Geen deelname | Geen deelname       | Geen deelname | Geen deelname | Geen deelname | Geen deelname | Geen deelname |
| 2024 | 15            | Jasmin Hashi        | 7             | 1             | 6             | 23            | 54            |

Andorra · Australië · België · Brazilië · Bulgarije · Canada · China · Chinees Taipei · Denemarken · Duitsland · Engeland · Estland · Filipijnen · Finland · Frankrijk · Groot-Brittannië · Hongarije · Hongkong · Ierland · Italië · Jamaica · Japan · Kazachstan · Kenia · Kroatië · Letland · Litouwen · Luxemburg · Mexico · Nederland · Nieuw-Zeeland · Nigeria · Noorwegen · Oekraïne · Oostenrijk · Polen · Portugal · Qatar · Roemenië · Rusland · Schotland · Servië · Slovenië · Slowakije · Spanje · Thailand · Tsjechië · Tsjecho-Slowakije · Turkije · Verenigde Staten · Wales · Wit-Rusland · Zuid-Korea · Zweden · Zwitserland